# Kreuzbühl (Bad Grönenbach)
Kreuzbühl ist eine Einöde des Kneippheilbades Bad Grönenbach im Landkreis Unterallgäu in Bayern.

## Geografie

### Topographie
Die Einöde liegt rund einen Kilometer östlich von Bad Grönenbach auf einer Höhe von 689 m ü. NN, etwas links von der Kreisstraße MN 19 von Bad Grönenbach nach Wolfertschwenden. Im Norden grenzt der Weiler Schulerloch und im Süden Egg an Kreuzbühl.

### Geologie
Kreuzbühl befindet sich auf Schotter der Würmeiszeit des Pleistozäns. Der Untergrund besteht aus Kies und Sand.

## Geschichte
Die Einöde entstand im Jahr 1678.